# Sécularisation
 (mars 2019).

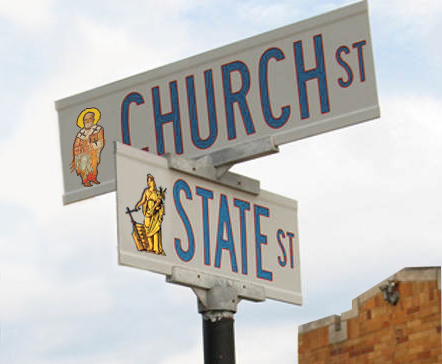
Un symbole du sécularisme

La sécularisation (étymologiquement « rendre au siècle, au monde », de séculier, du mot latin seculum, « siècle ») est un processus historique, social et culturel par lequel la religion perd progressivement de son autorité, de sa place, et de son influence dans les différentes sphères de la vie sociale (politique, morale, éducation, culture, droit, etc.). Elle ne signifie pas forcément la disparition de la religion, mais plutôt son retrait du centre de la vie sociale et politique. 
Le mot désignait à l’origine le fait de faire passer des biens d’Église dans le domaine public, à soustraire à l’influence des institutions religieuses des fonctions ou des biens qui lui appartenaient, ou encore à décrire les changements religieux dans l'Europe occidentale depuis la fin du XVIIe siècle.

## Définition
Le terme entre dans le langage courant à l'occasion du traité de Westphalie (1648), quand des biens et des territoires appartenant à l'Église catholique passent aux mains de propriétaires civils. Il désigne également, dans le droit canon, le retour de membres du clergé au statut de laïcs.
À partir du XIXe siècle, sa signification porte sur l'autonomie des structures politiques et sociales par rapport aux religions. C'est en ce sens qu'il est caractéristique de la modernité selon Jürgen Habermas et qu'il a été étudié par des sociologues tels que Durkheim, Troeltsch ou Max Weber. Ce dernier inscrit la sécularisation dans le phénomène plus large de désenchantement du monde et de rationalisation. Si la sécularisation concerne la société dans son ensemble, il ne faut pas la confondre avec la laïcisation qui, elle, ne touche que les institutions.
John Sommerville (1998) a relevé six utilisations du terme sécularisation dans la littérature scientifique. Les cinq premières sont proches de définitions alors que la dernière est plutôt une clarification d'usage :
- en parlant de « structures macro sociales », la sécularisation peut se référer à une différenciation : un processus dans lequel les divers aspects sociaux, économiques, politiques, législatifs, et moraux, deviennent de plus en plus spécialisés et distincts les uns des autres ;
- lorsque l'on parle d'« institutions individuelles », la sécularisation peut dénoter la transformation d'une religion en une institution séculière. On peut prendre en exemple l'évolution d'institutions telles que l'Université Harvard qui est passée d'une institution à dominance religieuse à une institution séculière ;
- en parlant d'« activités », la sécularisation se réfère au transfert d'activités religieuses en institutions séculières, par exemple des services sociaux donnés non plus par un groupe religieux mais par le gouvernement ;
- lorsqu'on parle de « mentalités », la sécularisation se réfère au passage de préoccupations ultimes en des préoccupations de proximité. Par exemple, de nombreux Occidentaux guident désormais leurs actions plus par leurs conséquences immédiatement applicables que par d'éventuelles conséquences post-mortem. Il s'agit là d'un déclin religieux au niveau personnel,[non neutre] ou d'un mouvement vers un style de vie séculier ;
- en parlant de « populations », la sécularisation fait référence à de larges domaines sociaux de déclin religieux, en opposition avec la sécularisation individuelle du point (4) ci-dessus. Cette définition de sécularisation est aussi différente du point (1) ci-dessus car elle fait référence spécifiquement au déclin religieux plutôt qu'à la différenciation sociale ;
- lorsqu'on parle de « religion », la sécularisation peut uniquement être appliquée sans ambiguïté à la religion au sens générique. Par exemple, une référence au christianisme n'est pas claire à moins de spécifier exactement de quelles dénominations du christianisme il s'agit.

## En histoire
Il existe trois périodes principales de sécularisation des biens des Églises européennes :
- à l’époque de la Réforme protestante, au XVIe siècle et dans les pays germaniques et anglo-saxons ;
  - exemple concret : signature le 15 avril 1525 du traité de Cracovie fondant le Duché de Prusse, sécularisation de l'État teutonique ;
- à l’époque de la Révolution française, d’abord en France avec les Biens nationaux (1789) puis dans toute l’Europe jusqu’en 1815 (la plupart des biens sécularisés restèrent dans le domaine public après le Congrès de Vienne) ;
- à la fin du XIXe siècle et au début du XXe siècle, en France, avec la loi de séparation des Églises et de l'État (1905), soutenue par Aristide Briand, Jean Jaurès et Francis de Pressensé, à ne pas confondre avec le projet de loi du gouvernement, précédent et démissionnaire, Combes.

En France, le pouvoir institutionnel s’affirme progressivement par la sécularisation du politique : Jean Bodin pose les fondements de l’État moderne dans ses Six livres de la République (1576) en faisant clairement apparaître le lien direct entre ce concept et la notion de souveraineté, laquelle est unique, indivisible, perpétuelle et absolue. Cette sécularisation du pouvoir politique, qui marque le début d’une conception moderne de l’État, transparaît également dans la pensée de Nicolas Machiavel. Dans Le Prince (1513), ce dernier confère une dimension strictement humaine à l’action publique, excluant toute référence à une norme transcendante.
Des sécularisations ont aussi eu lieu en Russie sous Catherine II et en Prusse.
La perspective de la sécularisation et de la fin des religions au XXIe siècle a été plus radicalement remise en cause qu'elle ne l'est avec la thématique de la recomposition ou de la dérégulation du religieux. Cette remise en cause a trouvé une expression particulièrement claire avec la publication en 1999 d’un collectif dirigé par Peter L. Berger et intitulé La Désécularisation du monde. Peter Berger y affirme que la théorie de la sécularisation, qu'il avait lui-même défendue auparavant, est globalement fausse lorsqu'elle prédit la fin des religions car la sécularisation entraîne une réaction religieuse sur des lignes conservatrices ou traditionalistes. Pour Peter Berger, « le monde d'aujourd'hui est, à quelques exceptions près […], aussi furieusement religieux que toujours, et par endroits plus qu'il ne l'a jamais été ».

## En philosophie: origine de la notion
La notion de sécularisation est récente et apparaît dans la philosophie politique allemande du XXe siècle, notamment chez Carl Schmitt, Karl Löwith et Hans Blumenberg. Cependant, les contenus doctrinaux liés à la problématisation des conséquences de la perte d'influence de la religion sur la société dans la modernité préexistent aux débats récents, notamment dans l'œuvre de Friedrich Nietzsche.
Le sens du terme sécularisation apparaît déjà dans les écrits du Nouveau Testament, notamment chez Paul de Tarse, où il désigne déjà sous l'aspect du saeculum, le « siècle » (latin de la Vulgate qui traduit le terme grec aiôn, présent dans sa lettre aux chrétiens de Rome chapitre 12 verset 2), c'est-à-dire de la temporalité de « ce monde-ci », la dimension « mondaine » de la vie humaine, associée à la dimension du péché. Retourner dans le siècle signifie retourner dans le monde profane.
C'est dans l'ouvrage daté de 1922 de Carl Schmitt, Théologie politique (cf. la traduction française, Gallimard, 1988, p. 46), qu'apparaît pour la première fois le terme de Säkularisation, néologisme allemand calqué sur le français sécularisation, terme indiquant la translation dans la politique moderne de notions issues de la théologie et réinvesties dans le vocabulaire de la vie politique : « Tous les concepts prégnants de la théorie moderne de l'État sont des concepts théologiques sécularisés ».
Dans son cours sur Nietzsche professé en 1941, Martin Heidegger emploie le terme de Säkularisation.
Néanmoins, c'est sur la base d'une étude des processus qui ont vu naître les philosophies de l'histoire que Karl Löwith utilise le terme de Verweltlichung dans son étude Histoire et Salut.

## Le christianisme face à la sécularisation

### Point de vue catholique
Les autorités de l'Église catholique ont longtemps accueilli la sécularisation avec beaucoup de réticences, considérant qu'elle pouvait constituer un danger pour la foi.
Ainsi, au XVIe et au XVIIe siècles, face à la pensée protestante désirant retirer à l'Église ses compétences temporelles, de nombreux théologiens et juristes exprimèrent la nécessité selon eux de lui conserver ses compétences, comme certaines missions juridictionnelles ou les organes de charité.
Le cardinal Tarcisio Bertone accusa, en juin 2012, les universités catholiques dans le monde d'une certaine complaisance face à la sécularisation par une réduction de leur mission à un humanisme consensuel et le christianisme à un ensemble de valeurs.

### Sécularisation et salut
Chez les théologiens catholiques, c'est Jean-Baptiste Metz qui montre le plus d'enthousiasme pour ce phénomène, et en discerne ses rapports avec la foi. C'est dans la théologie politique de ce théologien que l'on trouve une analyse des rapports entre la sécularisation et le salut car, selon lui, « c'est le christianisme qui donne au monde la liberté d'être lui-même ». Jean-Baptiste Metz ne veut toutefois pas dire que l'Église n'a plus « son mot à dire dans la sphère politique » mais plutôt que la sphère politique n'a plus son mot à dire dans l'Église. ».
L'historien et sociologue Jean Baubérot considère quant à lui que la sécularisation comporte des aspects positifs, en ce sens que l'adhésion au christianisme n'est plus le résultat d'un conformisme social mais un choix personnel.